# ELTE Bárczi Gusztáv Gyógypedagógiai Kar
Az Eötvös Loránd Tudományegyetem Bárczi Gusztáv Gyógypedagógia Kar az egyetem egyik legfiatalabb kara. A Kar névadója Bárczi Gusztáv. A Kar elődje a Bárczi Gusztáv Gyógypedagógiai Tanárképző Főiskola.

## Történet
A Bárczi Gusztáv Gyógypedagógiai Kar jogelőd intézménye a Gyógypedagógiai Tanítóképző volt. 1900-tól Vácott, majd 1904-től Budapesten működött az intézmény. 1906-ban Gyógypedagógiai Tanítóképző, 1922-ben Gyógypedagógiai Tanárképző, majd 1928-tól Gyógypedagógiai Tanárképző Főiskola lett a neve. 1928-tól a képzési idő négy évre emelkedett és 1932-től már diplomát kaptak az intézményben végzett hallgatók.
2016. december 1-én a Fogyatékos Emberek Nemzetközi Napja alkalmából Balog Zoltán az emberi erőforrások minisztere, Pro Caritate-díjat adományozott a Kar dékánjának, Zászkaliczky Péternek.
2019. július 12-én Papp Gabriellát nevezték ki a Kar dékánjává.

## Intézetek
| Intézet                                                 | Igazgató             |
| ------------------------------------------------------- | -------------------- |
| Általános Gyógypedagógiai Intézet                       | Zászkaliczky Péter   |
| Atipikus Viselkedés és Kogníció Gyógypedagógiai Intézet | Virányi Anita        |
| Gyógypedagógiai Módszertani és Rehabilitációs Intézet   | Bodorné Németh Tünde |
| Gyógypedagógiai Pszichológiai Intézet                   | Mohai Katalin        |
| Fogyatékosság ás Társadalmi Részvétel Intézet           | Könczei György       |

## Vezetés

### A kar vezetése
| Pozíció        | Név            |
| -------------- | -------------- |
| Dékán          | Papp Gabriella |
| Dékánhelyettes | Bilédi Katalin |
| Dékánhelyettes | Márkus Eszter  |
| Dékánhelyettes | Perlusz Andrea |

### Dékánjai
- 2016–2019: Zászkaliczky Péter
- 2019–: Papp Gabriella

## Szervezet

### Kari Tanács
A Kari Tanács a Kar döntési és javaslattételi, véleményező és ellenőrzési joggal rendelkező vezető testülete.
| Pozíció                                        | Név |
| ---------------------------------------------- | --- |
| Kari Tanács elnöke                             | Papp Gabriella |
| Intézetigazgatók                               | Bodorné Németh Tünde (Gyógypedagógiai Módszertani és Rehabilitációs Intézet) Könczei György (Fogyatékosság és Társadalmi Részvétel Intézet) Mohai Katalin (Gyógypedagógiai Pszichológiai Intézet) Virányi Anita (Atipikus Viselkedés és Kogníció Gyógypedagógiai Intézet) Zászkaliczky Péter (Általános Gyógypedagógiai Intézet) |
| Gyógypedagógiai Továbbképző Központ Igazgatója | Maléth Anett |
| Kari Tanács választott tagjai                  | Győriné Stefanik Krisztina Katona Vanda Márkus Eszter Perlusz Andrea Svastics Carmen Szekeres Szabolcs |

## Jelenlegi képzés
A képzés
célja
Az oktatás célja olyan gyógypedagógusok képzése, akik birtokában vannak a gyógypedagógia és annak határtudományainak korszerű ismereteinek, valamint annak a szakterületi és gyakorlati tudásnak, amelyek lehetővé teszik, hogy megfelelő segítséget nyújtsanak a fogyatékos emberek számára.
A képzés első felében a hallgatók szert tesznek a különböző tudományterületek alapismereteire. A képzés második félévben a főbb hangsúly a választott szakirány(ok)nak megfelelő ismeretek elsajátítására helyeződik. Ez nem csupán elméleti képzést takar, hanem megkezdődnek a szakmai gyakorlatok, melyek segítségével rengeteg tapasztalatot szerezhetnek a hallgatók.
Gyógypedagógiai
alapképzési (Ba) szak
A képzés nyolc féléves, amely alatt 240 kreditet kell teljesíteni. A képzés elvégezhető nappali (teljes idős képzés), illetve levelező (részidős képzés) tagozaton, egy vagy két választott szakirányon. A képzés elvégzésére lehetőség van állami ösztöndíjas, valamint önköltséges formában is. Az egyes szakirányokon szerzett végzettség önálló szakképzettséget ad, ezért az oklevélben az elvégzett szakirány(ok) is fel van(nak) tüntetve.
Választható szakirányok az alapfokú képzés során
Autizmus spektrumzavarok pedagógiája
A szakirány felkészít az autizmus spektrum zavarban érintett személyek speciális szükségleteinek feltérképezésére, fejlesztésükre, oktatásukra, foglalkoztatásukra.
Értelmileg akadályozottak pedagógiája
A szakirány az értelmileg akadályozott és halmozottan fogyatékos személyek nevelésére, oktatására, fejlesztésére készít fel.
Hallássérültek pedagógiája
A végzett szakemberek a pedoaudiológia, a korai fejlesztés, speciális oktatás és nevelés, az integrált oktatás, valamint a felnőtt hallássérült személyek rehabilitációja terén látnak el feladatokat.
Látássérültek pedagógiája
A szakirány a látássérülés felismerésére, a látássérült személyek fejlesztésére, gondozására, speciális oktatására és nevelésére készít fel.
Logopédia
A szakirány a beszéd-, hang- és nyelvi zavarok felismerésére, logopédiai segítségre szoruló gyermekek gondozására, habilitációjára készít fel.
Pszichopedagógia
A szakirány a személyiség-, viselkedés- és teljesítményzavarokkal küzdő személyek oktatására, társadalmi beilleszkedésük elősegítésére készít fel.
Szomatopedagógia
A szakirány a mozgáskorlátozottság felismerésére, valamint a mozgáskorlátozott személyek gondozására, fejlesztésére, oktatására és mozgásnevelésére készít fel.
Tanulásban akadályozottak pedagógiája
A szakirány a tanulásban akadályozott (ezen belül az enyhén értelmi fogyatékos), a tanulási zavarral és tanulási nehézséggel küzdő gyermekek és fiatalok speciális nevelési, fejlesztési szükségleteinek
megállapítására, (gyógy)pedagógiai diagnózis alkotására készít fel.
Mesterképzés
(Ma)
A képzési idő 3 félév, melynek során 90 kreditet kell teljesítenie a hallgatónak. A képzés elvégezhető nappali (teljes idős képzés), illetve levelező (részidős képzés) tagozaton, egy vagy két
választott szakirányon. A képzés elvégzésére lehetőség van állami ösztöndíjas, valamint önköltséges formában is. Az oklevélben feltüntetett szakképzettség megnevezése: okleveles gyógypedagógus.
A képzés során különböző határtudományi ismeretek, gyógypedagógia-elmélet, az integratív/inkluzív gyógypedagógia szakmai alapjai sajátíthatók el.
Választható mesterképzési szakok alapképzés után
A karon:
- Gyógypedagógiai mesterképzési szak
- Interkulturális pszichológia és pedagógia mesterképzési szak
- Neveléstudományi mesterképzési szak

További szakok:
- Kisebbségpolitika mesterképzési szak
- Komplex rehabilitáció mesterképzési szak
- Kriminológia mesterképzési szak

Továbbképzések
2-4 féléves képzések, amelyek során 60-120 kreditet kell teljesíteniük a képzésben résztvevőknek.
- Adaptált testkultúra és sport
- Családközpontú kora gyermekkori intervenció
- Családközpontú kora gyermekkori intervenciós konzulens
- Foglalkozási rehabilitációs szaktanácsadás
- Gyermekjátékdráma
- Gyógypedagógiai alapképzési szak szakirányai
- Gyógypedagógus szakvizsga
- Hallássérült gyermekek és felnőttek komplex ellátása
- Integrációs fogadó pedagógus
- Látássérültek elemi rehabilitációja
- Óvodás és kisiskolás gyermekek nyelv- és beszédfejlesztése
- Súlyosan és halmozottan fogyatékos emberek gyógypedagógiája
- Zeneterapeuta – módszerspecifikus

Akkreditált tanfolyamok pedagógusok számára:
- A matematikatanulás zavarai
- Az inklúziós index iskolafejlesztési program szakértőinek képzése
- Drámapedagógiai eszközök alkalmazása sajátos nevelési igényű tanulók integrációjában
- Felkészítés sajátos nevelési igényű tanulók együttneveléséhez középiskolai pedagógusok számára
- Logopédiai diagnosztika
- Sindelar-Zsoldos program 1., 2.
- Személyiségfejlesztés zeneterápiával – zene-élmény-terápia
- Tanulásban akadályozott gyermekek fejlesztése a DIFER mutatói alapján
- Waldorf pedagógiai alapismeretek

Elhelyezkedési
lehetőségek
- Civil szervezetek
- Egészségügy
- Gyermekvédelem
- Igazságügyi intézmények
- Köznevelés intézményei (pl. oktatási intézmények, pedagógiai szakszolgálatok)
- Szociális ellátórendszer

## Oktatás

### Alapképzés
- Gyógypedagógiai alapképzési szak

### Mesterképzés
- Gyógypedagógia
- Gyógypedagógia-tanár

### A képzés célja
Az oktatás célja olyan gyógypedagógusok képzése, akik birtokában vannak a gyógypedagógia és annak határtudományainak korszerű ismereteinek, valamint annak a szakterületi és gyakorlati tudásnak, amelyek lehetővé teszik, hogy megfelelő segítséget nyújtsanak a fogyatékos emberek számára.
A képzés első felében a hallgatók szert tesznek a különböző tudományterületek alapismereteire. A képzés második félévben a főbb hangsúly a választott szakirány(ok)nak megfelelő ismeretek elsajátítására helyeződik. Ez nem csupán elméleti képzést takar, hanem megkezdődnek a szakmai gyakorlatok, melyek segítségével rengeteg tapasztalatot szerezhetnek a hallgatók.

#### Gyógypedagógiai alapképzési (Ba) szak
A képzés nyolc féléves, amely alatt 240 kreditet kell teljesíteni. A képzés elvégezhető nappali (teljes idős képzés), illetve levelező (részidős képzés) tagozaton, egy vagy két választott szakirányon. A képzés elvégzésére lehetőség van állami ösztöndíjas, valamint önköltséges formában is. Az egyes szakirányokon szerzett végzettség önálló szakképzettséget ad, ezért az oklevélben az elvégzett szakirány(ok) is fel van(nak) tüntetve.
Választható szakirányok az alapfokú képzés során
- Autizmus spektrumzavarok pedagógiája

A szakirány felkészít az autizmus spektrum zavarban érintett személyek speciális szükségleteinek feltérképezésére, fejlesztésükre, oktatásukra, foglalkoztatásukra.
- Értelmileg akadályozottak pedagógiája

A szakirány az értelmileg akadályozott és halmozottan fogyatékos személyek nevelésére, oktatására, fejlesztésére készít fel.
- Hallássérültek pedagógiája

A végzett szakemberek a pedoaudiológia, a korai fejlesztés, speciális oktatás és nevelés, az integrált oktatás, valamint a felnőtt hallássérült személyek rehabilitációja terén látnak el feladatokat.
- Látássérültek pedagógiája

A szakirány a látássérülés felismerésére, a látássérült személyek fejlesztésére, gondozására, speciális oktatására és nevelésére készít fel.
- Logopédia

A szakirány a beszéd-, hang- és nyelvi zavarok felismerésére, logopédiai segítségre szoruló gyermekek gondozására, habilitációjára készít fel.
- Pszichopedagógia

A szakirány a személyiség-, viselkedés- és teljesítményzavarokkal küzdő személyek oktatására, társadalmi beilleszkedésük elősegítésére készít fel.
- Szomatopedagógia

A szakirány a mozgáskorlátozottság felismerésére, valamint a mozgáskorlátozott személyek gondozására,
fejlesztésére, oktatására és mozgásnevelésére készít fel.
- Tanulásban akadályozottak pedagógiája

A szakirány a tanulásban akadályozott (ezen belül az enyhén értelmi fogyatékos), a tanulási zavarral és tanulási nehézséggel küzdő gyermekek és fiatalok speciális nevelési, fejlesztési szükségleteinek
megállapítására, (gyógy)pedagógiai diagnózis alkotására készít fel.

#### Mesterképzés
(Ma)
A képzési idő 3 félév, melynek során 90 kreditet kell teljesítenie a hallgatónak. A képzés elvégezhető nappali (teljes idős képzés), illetve levelező (részidős képzés) tagozaton, egy vagy két
választott szakirányon. A képzés elvégzésére lehetőség van állami ösztöndíjas, valamint önköltséges formában is. Az oklevélben feltüntetett szakképzettség megnevezése: okleveles gyógypedagógus.
A képzés során különböző határtudományi ismeretek, gyógypedagógia-elmélet, az integratív/inkluzív gyógypedagógia szakmai alapjai sajátíthatók el.
Választható mesterképzési szakok alapképzés után
A karon:
- Gyógypedagógiai mesterképzési szak
- Interkulturális pszichológia és pedagógia mesterképzési szak
- Neveléstudományi mesterképzési szak

További szakok:
- Kisebbségpolitika mesterképzési szak
- Komplex rehabilitáció mesterképzési szak
- Kriminológia mesterképzési szak

Továbbképzések
2-4 féléves képzések, amelyek során 60-120 kreditet kell teljesíteniük a képzésben résztvevőknek.
- Adaptált testkultúra és sport
- Családközpontú kora gyermekkori intervenció
- Családközpontú kora gyermekkori intervenciós konzulens
- Foglalkozási rehabilitációs szaktanácsadás
- Gyermekjátékdráma
- Gyógypedagógiai alapképzési szak szakirányai
- Gyógypedagógus szakvizsga
- Hallássérült gyermekek és felnőttek komplex ellátása
- Integrációs fogadó pedagógus
- Látássérültek elemi rehabilitációja
- Óvodás és kisiskolás gyermekek nyelv- és beszédfejlesztése
- Súlyosan és halmozottan fogyatékos emberek gyógypedagógiája
- Zeneterapeuta – módszerspecifikus

Akkreditált tanfolyamok pedagógusok számára:
- A matematikatanulás zavarai
- Az inklúziós index iskolafejlesztési program szakértőinek képzése
- Drámapedagógiai eszközök alkalmazása sajátos nevelési igényű tanulók integrációjában
- Felkészítés sajátos nevelési igényű tanulók együttneveléséhez középiskolai pedagógusok számára
- Logopédiai diagnosztika
- Sindelar-Zsoldos program 1., 2.
- Személyiségfejlesztés zeneterápiával – zene-élmény-terápia
- Tanulásban akadályozott gyermekek fejlesztése a DIFER mutatói alapján
- Waldorf pedagógiai alapismeretek

Elhelyezkedési
lehetőségek
- Civil szervezetek
- Egészségügy
- Gyermekvédelem
- Igazságügyi intézmények
- Köznevelés intézményei (pl. oktatási intézmények, pedagógiai szakszolgálatok)
- Szociális ellátórendszer

## Kutatás

### Tudományos műhelyek
- MTA Szakmódszertani kutatócsoport
- Ranschburg Pál Kutatólaboratórium (2016-)[6] (nevét a kisérleti pszichológia és a gyógypedagógia hazai megteremtőjétől, Ranschburg Pálról, kapta)
- Műhelyek

## Hasonló képzések
A gyógypedagógus képzés 2000-ig csak a Bárczi Gusztáv Tanárképző Főiskolán folyt hazánkban, de az Eötvös Loránd Tudományegyetemhez való csatlakozást követően három másik vidéki intézményben is lehetőség nyílt a képzettség megszerzésére.
Hazánkban jelenleg az alábbi 4 egyetem biztosítja a gyógypedagógus-képzést:
- Eötvös Loránd Tudományegyetem Bárczi Gusztáv Gyógypedagógiai Kar
- Kaposvári Egyetem Pedagógiai Kar
- Nyugat-Magyarországi Egyetem Apáczai Csere János Kar
- Szegedi Tudományegyetem Juhász Gyula Pedagógusképző Kar

Kaposvári Egyetem
Csokonai Vitéz Mihály Pedagógiai Kar
Dékán: Dr. Podráczky Judit PhD
7400 Kaposvár, Guba Sándor u. 40. | Pf.: 16.
Tel.: 82/505-800, 82/505-900
A Kaposvári Egyetem 8 féléves képzésében két szakirány közül választhatnak a hallgatók: tanulásban akadályozottak pedagógiája szakirány és logopédiai szakirány.
A képzés kétszakos. A logopédia iránt érdeklődő hallgatóknak sikeres alkalmassági vizsgát kell tenniük a szak elvégzése érdekében, melynek tartalma egy helyesírási teszt és egy beszédalkalmassági felmérés. Az egyetem hallgatói dönthetnek csupán egy szak tanulása mellett is. Az egyetem továbbá kiemelt figyelmet fordít az állatasszisztált orientációjú ismeretek megszerzésére, ezért a hallgatók háromféléves kutya-, illetve lovas alapismeretekre tehetnek szert. További egyediség a kaposvári gyógypedagógus-képzésben a SINOSZ által támogatott jelnyelvi képzés: a Jelnyelv c. kurzus hat féléves képzés során biztosítja a magas szintű ismereteket a jelelés világából.
Nyugat-Magyarországi Egyetem
Apáczai Csere János Kar
Dékán: Dr. Szabó Péter
9022 Győr, Liszt Ferenc utca 42.
Tel.: 96/516-730; 96/503-600
A Nyugat-Magyarországi Egyetem szintén 8 féléves képzésben két szakirányon biztosítja a gyógypedagógus hallgatók továbbtanulását: tanulásban akadályozottak pedagógiája szakirány és logopédia szakirány.
A logopédia szakirányt választó hallgatóknak a 3. félév elején, a szakirány-választáskor alkalmassági vizsgát kell tenniük a Gyógypedagógiai Intézeti Tanszék felügyeletével.
A képzés főbb tanulmányi területei: általánosan művelő szakasz, gyógypedagógiai általános alapozó képzés, szakterületi képzés, szakági képzés.
Szegedi Tudományegyetem
Juhász Gyula Pedagógusképző Kar
Gyógypedagógus-képző Intézet
Dékán: Dr. Marsi István
6725 Szeged, Boldogasszony sgt. 6.
Tel.: 62/546-050, Fax: 62/420-953
A Szegedi Tudományegyetemen a gyógypedagógus-képzés 2002 szeptemberében indult, a 2007-es átalakulás révén azóta önálló Gyógypedagógus-képző Intézetként működik.
A 8 féléves képzés alatt a három legkeresettebb szakirányon folyik a tanítás: értelmileg akadályozottak pedagógiája szakirány, tanulásban akadályozottak pedagógiája szakirány és logopédia szakirány.
A képzés egyik nagy erőssége a magas színvonalon megszervezett szakmai gyakorlat, felkészítve a hallgatókat a gyógypedagógia közoktatási és klinikai területének feladataira, fejlesztve alkalmasságukat és képességeiket. A hallgatóknak lehetőségük nyílik tapasztalatokat szerezni külföldön is.